# هربرت تشارلز ويلسون
هربرت تشارلز ويلسون هو طبيب كندي، ولد في 7 ديسمبر 1859 في بيكتون ‏ في كندا، وتوفي في 17 ديسمبر 1909 في إدمونتون في كندا.